# Clidemia grandifolia
Clidemia grandifolia är en tvåhjärtbladig växtart som beskrevs av Célestin Alfred Cogniaux. Clidemia grandifolia ingår i släktet Clidemia och familjen Melastomataceae. Inga underarter finns listade i Catalogue of Life.